# Basicladus
Basicladus is een geslacht van vlinders van de familie van de zakjesdragers (Psychidae).

## Soorten
- B. celibata (Jones, 1922)
- B. tracyi (Jones, 1911)